# Óndra Łysohorsky
Óndra Łysohorsky (eigentlich: Erwin Goj; * 6. Juni 1905 in Frýdek; † 19. Dezember 1989 in Bratislava) war ein Schriftsteller, Dichter, Literaturübersetzer, Philologe, Erschaffer der literarischen lachischen Sprache.

## Etymologie des Pseudonyms
Das Pseudonym ist eine Art literarisches Manifest Gojs. Łysohorsky kommt von Lysá hora (polnisch Łysa Góra, in Teschener Mundarten auch Gogula) und Óndra von Ondráš oder Ondraszek (Andrzej Szebesta/Ondřej Šebesta aus Janovice bei Frýdek, 1680–1715), einem legendenumwobenen Robin Hood der Westbeskiden, einem Räuber und Volkshelden, von dem sich auch ein anderer polnisch-schlesischer Autor, Gustaw Morcinek, inspirieren ließ. Die Buchstaben ó und ł stammen aus dem polnischen Alphabet.

## Leben und Werk
Erwin Goj kam als neuntes Kind des Bergmanns Josef Goj zur Welt. Er besuchte deutsche Gymnasien in Frýdek, Bohumín und Moravská Ostrava, bestand 1924 sein Abitur und studierte anschließend Sprachwissenschaften, Literatur und Philosophie in Prag. 1928 wurde er ebenda Philosophiedoktor, studierte aber noch bis 1929 Slawistik. Nach dem Studium verbrachte er 6 Monate als Stipendiat in Italien. Nach seiner Rückkehr arbeitete er als Gymnasiallehrer in Kremnica, Bratislava, Ostrava und Trnava. Seine ersten Gedichte publizierte er 1926 auf Deutsch, in diesen ersten Werken kann man den Einfluss von Friedrich Hölderlin deutlich erkennen. Anfang 1930er Jahre schuf er die Grundlagen und systematisierte er die literarische, lachische Sprache und veröffentlichte die ersten literarischen Werke in dieser Sprache überhaupt. 1939 floh er vor den Deutschen zuerst nach Polen, dann im September 1939 weiter in die UdSSR, wo er Mitglied des sowjetischen Schriftstellerverbands, Universitäts-Deutschlehrer und ab 1943 Mitglied des Allslawischen Komitees wurde. In dieser Eigenschaft wandte er sich an den „großen Sprachwissenschaftler“ Josef Stalin und bat ihn um seine Unterstützung gegen die tschechische Unterdrückung. Daraufhin urteilte der beauftragte Professor der Sowjetischen Akademie der Wissenschaften Salischew unwiderruflich, dass weder Lachisch eine Sprache (sondern ein Dialekt des Tschechischen) noch Lachen ein Volk sind. Nach ihm umfasste dieses Volk 2 Millionen Personen, nicht nur in der Lachei, aber auch im gesamten Teschener Schlesien und dem südlichen preußischen Oberschlesien, sowie um Čadca in der Slowakei. In Sowjetrussland hat man (u. a. Boris Pasternak) in dieser Zeit (1939–43) vier Poesiebände Gojs übersetzt und herausgegeben. 1946 kehrte Goj nach Bratislava zurück, wo er bis 1950 als Gymnasiallehrer und anschließend als Bibliothekar arbeitete. Er schrieb gleichzeitig weiterhin, zum Teil kommunismuskritische Werke, auf lachisch, was ihm den Ruf eines lachischen Rebellen und Separatisten brachte. Sein Konflikt mit der Kommunistischen Partei ging so weit, dass man seine Bücher konfiszierte und aus den Bibliotheken verbannte und ihm selbst mit Berufsverbot drohte. Unter diesem Druck wandte sich Goj erneut an Stalin um Hilfe, die ihm diesmal gewährt wurde. Goj durfte sogar an der Bratislavaer Universität als Sprachwissenschaftler arbeiten und sich habilitieren und wurde Leiter des lokalen Schriftstellerverbands. In den 1960ern hat man in der Tschechoslowakei eine Gesamtausgabe seiner Gedichte herausgegeben. 1970 wurde er für den Nobelpreis vorgeschlagen, was ihm einen gewissen Bekanntheitsgrad auch im Ausland brachte. Mehrere seiner Werke wurden auch ins Deutsche übersetzt.

## Werke (Auswahl)
- „Einsicht und Aussicht: Nachfeier des Goethe-Centenariums“, 1932
- „Spjewajuco piaść“, 1934
- „Hłos hrudy“, 1935
- „Wybrane wérše“, Olomouc 1936
- „Lašsko poezyja 1931–1937“
- „Pesň o matěri“, 1942
- „Zemlja moja“, 1942
- „Aj lašske řéky płynu do mořa“, 1958
- „Brázdou z vesmíru“, 1960
- „Lachische Gedichte“ Berlin, wydawnictwo: Volk und Welt, 1960
- „Danksagung“, Leipzig, Insel-Verlag 1961
- „Jediný pohár“, Praha 1964
- „Ich reif in meiner Zeit – Gedichte“, Berlin, Union-Verlag 1978
- „Lašsko poezyja 1931–1977“, Köln, Verlag Böhlau 1988
- „Lachische Poesie 1931–1976“, Köln, Verlag Böhlau 1989, ISBN 3-412-20488-9
- „Dort wo Karpaten an Sudeten rühren. Lachische Gedichte“, Ulm, Hess-Verlag 1998, ISBN 3-87336-145-0